# Чекалина Слобода
Чекалина Слобода (рос. Чекалина Слобода) — присілок в Дубровському районі Брянської області Російської Федерації.
Населення становить 6 осіб. Входить до складу муніципального утворення Дубровське міське поселення.

## Історія
Від 2005 року входить до складу муніципального утворення Дубровське міське поселення.

## Населення
| 2010 | 2013 |
| ---- | ---- |
| 7    | ↘6   |